# Oryszew-Osada
Oryszew-Osada – wieś w Polsce położona w województwie mazowieckim, w powiecie żyrardowskim, w gminie Wiskitki. Ma status sołectwa. Leży nad Pisią Gągoliną.
W latach 1975–1998 miejscowość administracyjnie należała do województwa skierniewickiego.
Początkowo wieś Oryszew należała do parafii Wiskitki. Od momentu kanonicznego powiększenia parafii Szymanów w 1776 roku przeszła pod władzę szymanowskiego proboszcza.

## Historia
Wieś Oryszew jest jedną ze starszych wsi Mazowsza wchodzącą niegdyś w skład królewszczyzny.

## Królewszczyzna
Książę mazowiecki Władysław I (1398–1455) nadał w 1451 roku na mocy testamentu swojej żonie Annie oleśnickiej (zm. 1482) na własność Ziemię Sochaczewską, w której skład wchodziły m.in. wsie Guzów, Oryszew i Miedniewice. Po śmierci Władysława w 1455 roku wspomniane ziemie tytułem spadku lub tzw. odprawy wdowiej stały się własnością Anny oleśnickiej i pozostawały nią aż do jej śmierci w 1482 roku.

## Mikołaj Wolski
Królewski dokument pochodzący z 1518 roku, dokładnie z dnia 20 lutego i wydany w Krakowie zawierał w swej treści zatwierdzenie kasztelana sochaczewskiego Mikołaja Wolskiego na dzierżawie wsi Miedniewice i Oryszew. Wspomnianemu dziedzicowi dnia 4 listopada 1518 roku w Krakowie został również nadany po śmierci jego poprzedniego użytkownika – Piotra Niemygłowskiego (łac. Nyemyglowski) młyn Kołaczek leżący na rzeczce Pisi płynącej z Jaktorowa. Wymienione własności zostały aktem wydanym w Piotrkowie dnia 3 lutego 1524 roku nadane Mikołajowi Wolskiemu na dożywotnią dzierżawę. Samo dożywotnie nadanie było również potwierdzone aktem 5 lipca 1524 roku wydanym w Poznaniu.
Jeśli chodzi o samego Mikołaja Wolskiego to jego nazwisko wymieniane jest w kilku jeszcze dokumentach dotyczących Oryszewa, czy innych jego własności. Z dokumentu wydanego w Krakowie dnia 25 maja 1527 roku wiadomo, że urzędnicy ziemscy ustalili granice pomiędzy dobrami Oryszew i Kaski, a wsią Drzewicz nadaną Stanisławowi Wolskiemu z królewskiej nominacji. Dokument z 6 czerwca 1527 roku wspomina, iż komisarze królewscy ustalali z kolei granice pomiędzy wsiami królewskimi Kozłowice, Kaski i Wiskitki, a wsią Drzewicz, którą dzierżawi Mikołaj Wolski. Obydwa dokumenty wskazują na fakt, że musiał toczyć się jakiś proces, możliwe, że o granice, który został rozstrzygnięty aktem z 27 grudnia 1527 roku w Piotrkowie, który zatwierdził rozgraniczenia pomiędzy wsiami Oryszew, Kaski, Buszyce, a wsią Drzewicz. Kolejny akt z 14 stycznia 1528 roku wystawiony w Piotrkowie mówi o nadaniu wsi Oryszew i Miedniewice oraz młyna Kołaczek w wieczystą darowiznę dla Mikołaja Wolskiego. Mikołaj Wolski zapisał swej żonie Annie z domu Glinka dnia 18 stycznia 1532 roku w Krakowie sumy posagowa na wsiach: Oryszew, Miedniewice, Drzewicz i na młynie Kołaczek.

## Stanisław Wolski
Lustracja dóbr królewskich wspomina, że wsie: Oryszew, Miedniewice, Drzewicz i Nowa Wieś w roku 1564 były dzierżawione przez Stanisława Wolskiego (1523–1566), herbu Półkozic, kasztelana sandomierskiego i rawskiego oraz marszałka nadwornego królewskiego. Nie wiadomo jednak w jaki sposób wsie te przeszły w jego ręce. W czasie dzierżawienia tych wiosek przez Stanisława Wolskiego zmienił się ich status z dóbr królewskich, które nadawał władca, na prywatne, i jako takie przechodziły one z rąk do rąk. Stanisław Wolski otrzymał w dzierżawę te wsie przed 1564 rokiem na drodze zamiany ich za cztery królewskie wsie leżące w ziemi wiskiej. Stanisław Wolski umarł w 1566 roku i nie są znani jego następcy. Możliwe, że ziemie te zostały sprzedane przez wdowę po nim, a powodem tego był fakt, że Stanisław Wolski zaślubiony z Barbarą Tarnowską (1537–1580), herbu Leliwa, najprawdopodobniej nie miał potomstwa.

## Zygmunt Grudziński
Kolejnym historycznie uchwyconym właścicielem jest zapisany w 1602 roku Zygmunt Grudziński. Nie są wymienieni jednak następni posesorzy aż do 1661 roku, gdzie widnieje Mikołaj Wiktoryn Grudziński (1635–1704). Można jednak mniemać, że wsie te przechodziły z ojca na syna i w taki sposób trafiły do Mikołaja Wiktoryna Grudzińskiego, a to, że właściciele nie byli zapisani podczas dwóch lustracji w 1616–1620 i w 1630 roku przemawia za tym, iż pisarze lustrujący królewskie dobra po prostu pominęli te miejscowości lub nie wspominali o dobrach będących w rękach prywatnych.

## Mikołaj Wiktoryn Grudziński
Następnym dziedzicem Oryszewa i okolic był starosta guzowski, golubski i grzybowski Mikołaj Wiktoryn Grudziński, herbu Grzymała. Choć nie wiemy dokładnie, kiedy i w jaki sposób Mikołaj Wiktoryn Grudziński stał się ich właścicielem, wiemy, że już w 1667 był właścicielem rozległych dóbr zwanych szymanowskimi, które w obejmowały folwarki: Szymanów, Skrzelew, Gaj, Piasecznicę, Duninopol, Oryszew, Drzewicz, Miedniewice i Nową Wieś; osadę pasieczną Brzezina; wsie pańszczyźniane: Szymanów, Gaj, Wólkę Piasecką, Topołową, Duninopol, Oryszew, Drzewicz, Miedniewice oraz Nową Wieś.
Mikołaj Wiktoryn Grudziński zmarł w 1704 roku a cały jego majątek odziedziczyła żona Lukrecja z Radziwiłłów Grudzińska (zm. 1716), która powtórnie wyszła za mąż w 1713 roku za Fryderyka Józefa Donhoff (zm. 1723) herbu Denhof. Lukrecja Grudzińska zarządzała majątkiem do momentu, gdy jej córka z pierwszego małżeństwa, a jedyne dziecko Lukrecji Grudzińskiej i Mikołaja Wiktoryna Grudzińskiego - Marianna Grudzińska wyszła za mąż za referendarza wielkiego koronnego Jakuba ze Skrzynna Dunina (zm. 1730), herbu Łabędź. Ślub ten miał miejsce w 1716 roku. W tym też czasie Marianna Grudzińska otrzymała w uposażeniu dobra szymanowskie i wniosła je do rodziny Duninów. Linia Jakuba przyjęła nawet z tego względu przydomek Dunin-Szymanowski.
Nie są znane późniejsze dzieje tej miejscowości, a zwłaszcza moment kiedy Oryszew przestał być własnością dziedzica. Pewnym jest fakt, że już Mikołaj Wiktoryn Grudziński posiadał w Oryszewie okazały pałac, w którym czasem mieszkał. Poza tym na przestrzeni lat Oryszew był dobrze prosperującym folwarkiem ziemskim.

## Cukrownia
W 1849 roku w Oryszewie została zbudowana osada fabryczna oraz cukrownia. Początkowo była to firma prywatna, którą w 1876 roku zmieniono w spółkę akcyjną o nazwie „Towarzystwo Cukrownicze w Oryszewie”. Cukrownia zatrudniała kilkaset osób. Okres 50-letniej prosperity cukrowni zakończył się w 1901 roku, w którym to nastąpiła likwidacja cukrowni.

## Klasztor Sióstr Szarytek
Powstanie tej placówki zawdzięczane jest błogosławionemu Ignacemu Kłopotowskiemu (1866–1931) - kapłanowi, który w 1908 roku przybył i zamieszkał w Radziwiłłowie, gdzie do 1913 roku pracował jako duszpasterz. On to planował ufundowanie w pofabrycznych mieszkaniach w Oryszewie sierocińca dla dzieci oraz klasztoru wraz z nowicjatem. Początkowo zwrócił się z tą prośbą do przełożonej generalnej sióstr albertynek – błogosławionej Bernardyny Marii Jabłońskiej (1878–1940). Siostry albertynki nie objęły tej placówki i w tej sytuacji ksiądz Ignacy Kłopotowski zwrócił się z tym do Zgromadzenia Sióstr Miłosierdzia św. Wincentego a Paulo, popularnie zwanych siostrami miłosierdzia lub szarytkami.
W 1909 roku siostra Matylda Szulc zachęcona została przez księdza Ignacego Kłopotowskiego do otwarcia przytułku dla warszawskich bezdomnych dzieci pod opieką Biura Informacyjnego o Nędzy Wyjątkowej, ale wychowywanych na wsi w miejscowości Radziwiłłów. Dnia 18 września 1909 nastąpiła instalacja w przytułku kilku pierwszych dziewczynek z siostrą Felicją Kunowską pierwszą gospodynią przytułku. Po dwóch latach starań zakład się rozwinął i pomyślano o rozszerzeniu tego dzieła. Siostra Matylda Szulc w 1911 roku nabyła posiadłość w Oryszewie, gdzie mieściła się dawna cukrownia. Zakład ten był kilkanaście lat wcześniej zwinięty. Na posiadłość składało się piętnaście mórg doskonałej ziemi; obszerny dom piętrowy w parku i z ogrodem owocowym - siedziba dla dzieci; drugi dom obok w małym ogródku złożony z 16 pokoi przeznacza Biuro Informacyjne o Nędzy Wyjątkowej w przyszłości na przytułek dla starców. Hrabina Maria Sobańska herbu Junosza z Guzowa jako opiekunka zakładu dnia 28 października 1911 roku otrzymała od warszawskiego gubernatora pozwolenie na mieszkanie dwom siostrom miłosierdzia w Oryszewie.
Dzięki siostrze Matyldzie Szulc i jej przedsiębiorczości w 1911 roku powstał Dom Opieki pod wezwaniem św. Kazimierza w Oryszewie. Bardzo często z tego względu był nazywany: „Kolonia Matyldów”. Poza tym należy tu wspomnieć, że siostra Matylda Szulc była faktyczną właścicielką Oryszewa - tytuł własności był wystawiony właśnie na nią. Zrobiono to w imieniu, za zgodą i zaleceniem Biura Informacyjnego o Nędzy Wyjątkowej, a także za zgodą władz zakonu szarytek.
W Oryszewie w domu dyrektorskim z ogrodem powstał przytułek dla dziewcząt sierot, utrzymywany przez siostry miłosierdzia. 40 sierot znalazło tam kompletne utrzymanie, naukę, wychowanie i opiekę rodzicielską, aż do otrzymania odpowiedniego samodzielnego zajęcia.
Stan ilościowy sióstr w zakładzie zawsze wynosił dwie siostry. Zresztą siostra Matylda Szulc, jako członkini działającego od 1870 roku w Warszawie Zarządu Biura Informacyjnego o Nędzy Wyjątkowej, tylko przyjeżdżała na tę placówkę, a nie przebywała tam stale.
Siostry pracujące w Oryszewie:
- Antonina Piotrowska, urodzona w 1883, w zakonie od 1908
- Felicja Kunowska, urodzona w 1856, w zakonie od 1879
- Józefa Strzelińska, urodzona w 1874, w zakonie od 1895
- Maria Ostaszewska, urodzona w 1850, w zakonie od 1875
- Wiktoria Kowalewska, urodzona w 1874, w zakonie od 1906.

Przełożone zakładu to:
1. Felicja Kunowska 1909–1913
2. Maria Ostaszewska 1914–1915
3. Józefa Strzelińska 1916
4. Maria Ostaszewska (powtórnie) 1917–1919
5. Wiktoria Kowalewska 1920–1922
6. Felicja Kunowska (powtórnie) 1923–1927.

Ważną datą dla oryszewskiej placówki był dzień 7 września 1915 roku, kiedy to została oficjalnie erygowana przez władze archidiecezji warszawskiej kaplica, gdzie mniej więcej raz na tydzień odprawiana bywała Msza św. w dzień powszedni. Nie było przy tej kaplicy stałego kapelana, a posługę duszpasterską spełniał w niej szymanowski proboszcz, na którego terenie parafia ta istniała.
W 1926 lub na początku 1927 roku siostry szarytki odsprzedały zakład Warszawskiemu Urzędowi Wojewódzkiemu i same powróciły do warszawskiego klasztoru na Tamce w Warszawie.

## Dom Pracy Przymusowej
Po małym remoncie i rozbudowie około 1927 roku powstał w Oryszewie dom pracy przymusowej dla ludzi żyjących z żebractwa. Później był tam także Państwowy Młodzieżowy Ośrodek Wychowawczy i dom poprawczy dla młodzieży.

## II wojna światowa
Do ważniejszych wydarzeń z okresu II wojny światowej (1939–1945) należy zaliczyć przede wszystkim eksterminację ludności żydowskiej, której część m.in. została rozstrzelana w Oryszewie, a pozostali przez getto w Żyrardowie trafili do Treblinki i tam zostali zamordowani.

## Monar - Markot
W 1993 roku Marek Kotański na terenie byłego domu poprawczego powołał nową placówkę Monaru - pierwszy monarowski ośrodek dla młodzieży ze środowisk patologicznych. W obecności licznych kamer stacji telewizyjnych Marek Kotański przepiłował kraty. W 1996 roku w Oryszewie powstał Dom Spokojnej Starości dla Ludzi Bezdomnych "Monar - Markot". Od marca 2018  znajduje się tutaj Centrum Pomocy Bliźniemu Markot.

## Zabytki
Według książki Zabytki architektury i budownictwa w Polsce. Województwo skierniewickie w miejscowości znajdują się następujące zabytkowe obiekty:

1. Pozostałości zespołu klasztornego, później Państwowego Młodzieżowego Ośrodka Wychowawczego:
- dom mieszkalny I, murowany z początku XX wieku
- dom mieszkalny II, murowany z początku XX wieku
- budynek gospodarczy, murowany z początku XX wieku

2. Zagroda młynarska, dom nr 9:
- młyn motorowy, murowany z lat 20. XX wieku
- dom młynarza, murowany z lat 20. XX wieku
- spichlerz, murowany z lat 20. XX wieku
- magazyn, murowany z lat 20. XX wieku

3. Pozostałości zespołu dworskiego i osady tkackiej:
- dom nr 18, murowany z początku XX wieku
- dom nr 20, murowany z początku XX wieku
- dom nr 21, dawniej tkalnia, murowany z początku XX wieku

4. Dom nr 4

5. Dom nr 5.

## Ludzie związani z Oryszewem-Osadą
Z miejscowością związani są:
- błogosławiony ksiądz Ignacy Kłopotowski, dzięki któremu został założony w Oryszewie klasztor sióstr szarytek i w latach 1911–1928 często tam przyjeżdżał
- błogosławiony ksiądz Michał Oziębłowski, który mieszkał tam kilka lat,
- sługa Boży Władysław Korniłowicz, ksiądz, który był w Oryszewie w 1918 roku,
- papież Pius XI Achilles Ratti, który jako nuncjusz apostolski dnia 18 października 1918 roku odwiedził Szymanów i jechał drogą od Teresina, przez Oryszew i dalej drogą do Żyrardowa.
- szlachcic Mikołaj Wiktoryn Grudziński, który miał w Oryszewie jeden ze swoich pałaców